# Chevanceaux
Chevanceaux település Franciaországban, Charente-Maritime megyében. Lakosainak száma 1087 fő (2022. január 1.). Chevanceaux Boisbreteau, Chantillac, Guizengeard, Chatenet, Neuvicq, Pouillac, Saint-Palais-de-Négrignac és Bors községekkel határos.

## Népesség
A település népességének változása:
| Lakosok száma | 1044 | 1087 | 1008 | 1020 | 986  | 987  | 1044 | 1090 | 1099 | 1087 |
|               | 1968 | 1982 | 1990 | 2006 | 2013 | 2015 | 2017 | 2019 | 2020 | 2022 |